# George D. Nye

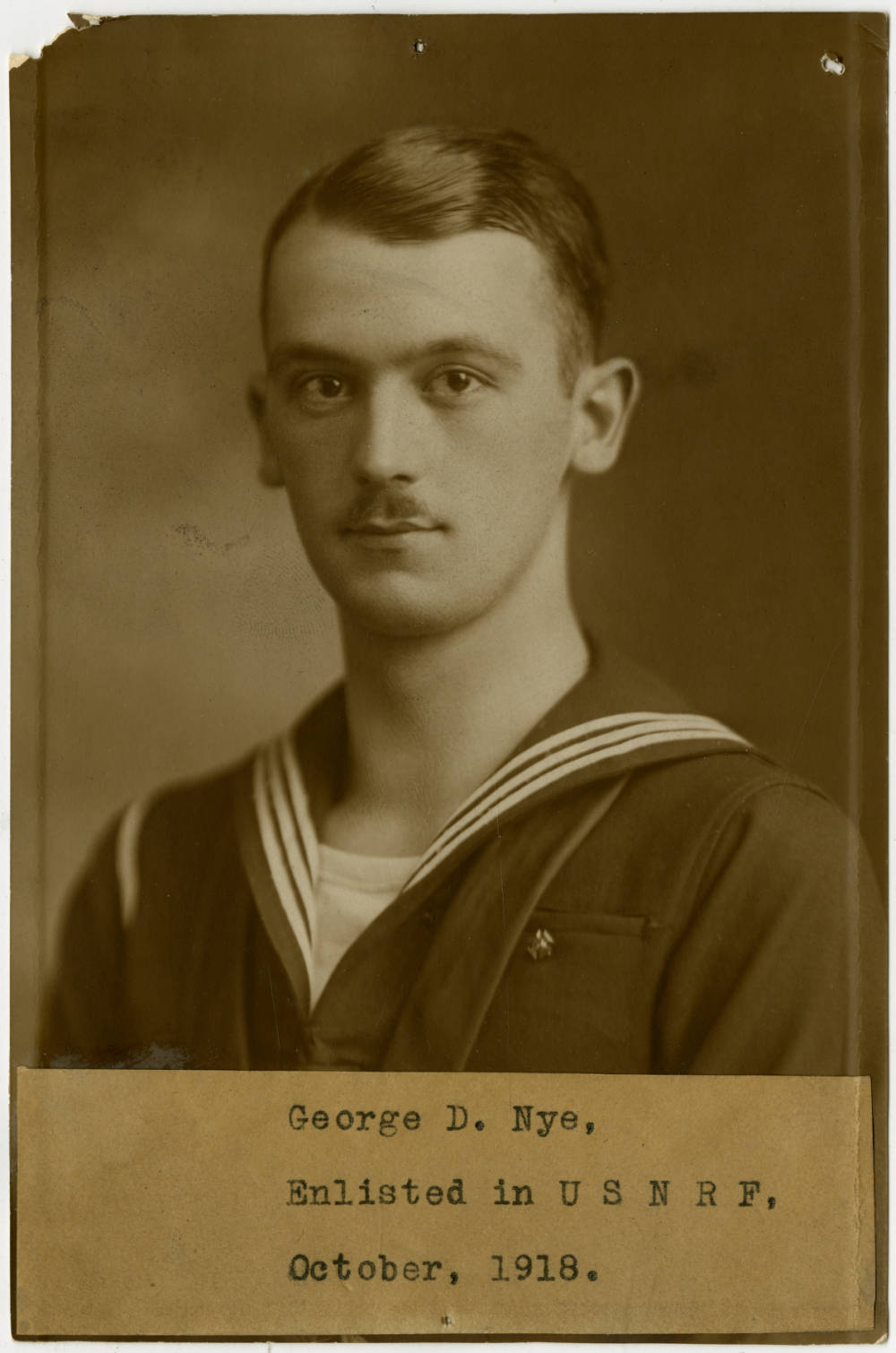
George D. Nye

George Dewey Nye (* 6. August 1898 in Waverly, Pike County, Ohio; † 27. Januar 1969 in Boston, Massachusetts) war ein US-amerikanischer Politiker. Zwischen 1945 und 1947 sowie nochmals von 1949 bis 1953 war er Vizegouverneur des Bundesstaates Ohio.

## Werdegang
Nach einem Jurastudium und seiner Zulassung als Rechtsanwalt begann George Nye in diesem Beruf zu arbeiten. Zwischen 1923 und 1926 fungierte er als Staatsanwalt im Pike County; von 1930 bis 1937 war er Berufungsrichter. Während des Ersten Weltkrieges diente er in der United States Navy. Politisch wurde er Mitglied der Demokratischen Partei. Im Jahr 1928 kandidierte er erfolglos für das Repräsentantenhaus der Vereinigten Staaten. 1938 wurde er Mitglied im Staatsvorstand seiner Partei. In den Jahren 1952, 1956, 1960 und 1964 nahm er als Delegierter an den Democratic National Conventions teil. 1940 war er bereits Ersatzdelegierter zum damaligen Nominierungsparteitag gewesen.
Von 1942 bis 1952 war Nye Kandidat bei allen Wahlen zum Vizegouverneur seines Staates. Im Jahr 1944 wurde er an der Seite von Frank J. Lausche in diese Position gewählt, die er zwischen 1945 und 1947 bekleidete. Dabei war er Stellvertreter des Gouverneurs und Vorsitzender des Staatssenats. Im Jahr 1946 wurde er nicht wiedergewählt. Zwischen 1949 und 1953 übte er dieses Amt erneut unter Gouverneur Lausche aus. Er starb am 27. Januar 1969 im Massachusetts General Hospital in Boston.